# Stenostephanus ruberrimus
Stenostephanus ruberrimus là một loài thực vật có hoa trong họ Ô rô. Loài này được (D.N. Gibson) T.F. Daniel mô tả khoa học đầu tiên năm 2010.